# جزيرة بولومانوك
جزيرة بولومانوك وهي جزيرة من جزر إندونيسيا، وتقع ضمن جزر سومينيب في إقليم جاوة الشرقية.